# Ain Feshkha

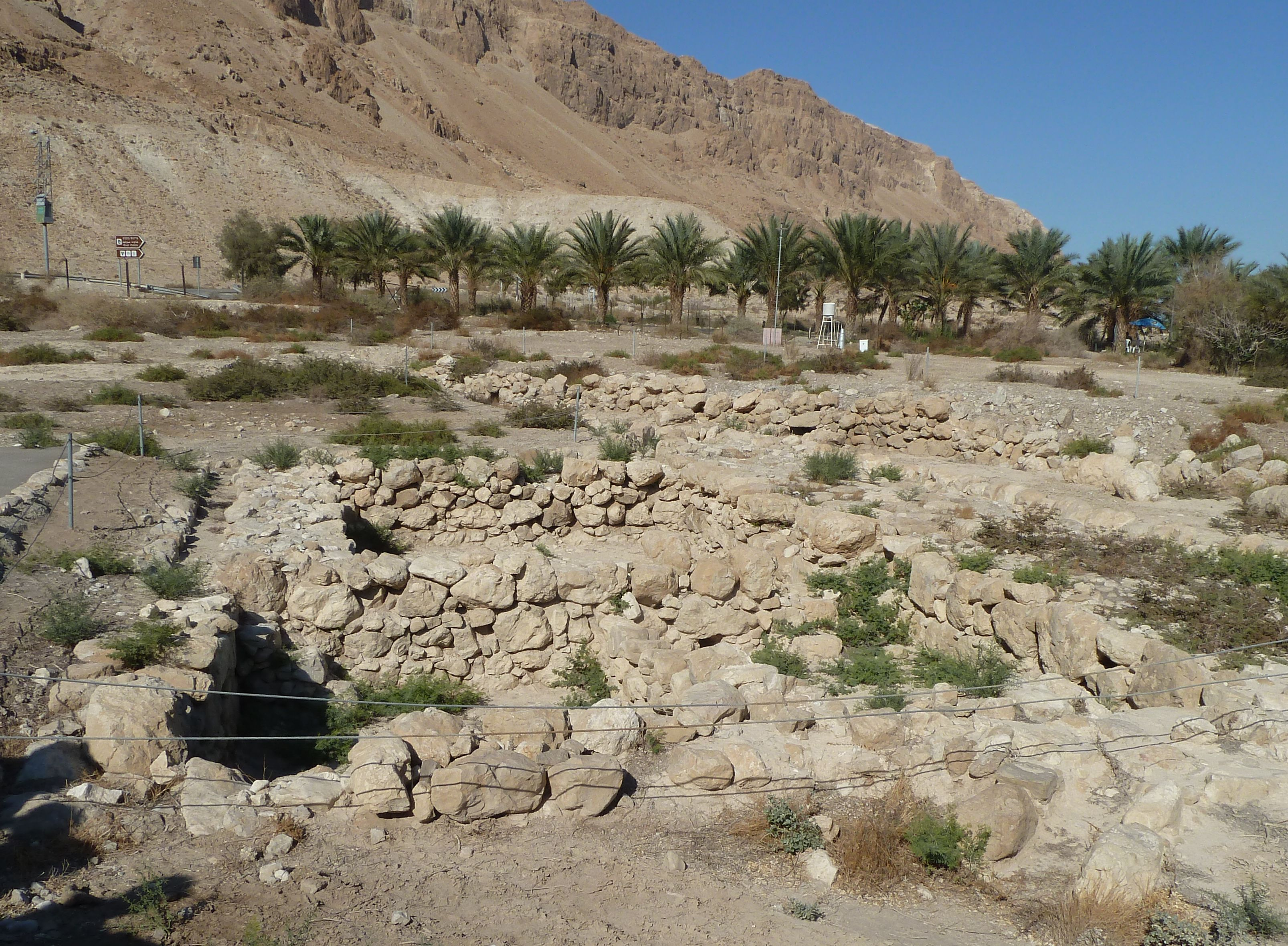
Ain Feshkha

Ain Feshkha (arabisch عين فشخة, DMG ʿAin Fašḫa; hebräisch עינות צוקים Einot Tzukim) ist eine archäologische Stätte an der Nordwestküste des Toten Meeres, rund drei Kilometer südlich von Qumran im Westjordanland. Der Ort ist nach einer in der Nähe liegenden Brackwasser-Quelle benannt. Er ist wahrscheinlich identisch mit dem antiken Engallim. Im Zusammenhang mit den Arbeiten in Qumran wurde 1956 ein Raum der Anlage von Roland de Vaux von der École biblique ergraben; die vollständige Ausgrabung erfolgte 1958. Weitere Arbeiten führte Yizhar Hirschfeld 2001 durch.
Die heute in Ain-Feshkha vorhandene Quelle liegt hundert Meter südlich des Hauptgebäudes und mindestens drei Meter tiefer. In der Antike versorgte eine zwischenzeitlich ausgetrocknete Quelle unmittelbar nördlich die Anlage. Da diese Quelle einige Meter höher liegt, wird davon ausgegangen, dass sie Süß- und kein Brackwasser lieferte.
Der Komplex besteht aus einem 24 mal 18 Meter großen Hauptgebäude mit einem zentralen Innenhof, einer handwerklichen Installation mit zwei gepflasterten Bassins daran im Nordosten anschließend, sowie Gebäuden, die den Eindruck von Ställen machen, an der Westseite. De Vaux konnte zeigen, dass Ain-Feshkha gleichzeitig mit Qumran besiedelt war und schloss daraus, dass es von der gleichen Gruppe genutzt wurde.
Das Hauptgebäude hat den gleichen Grundriss wie das in Qumran in kleinerem Maßstab bei gleicher Ausrichtung. Der Eingang bestand aus zwei nebeneinander liegenden Türen an der Ostseite. An der Südostecke des Gebäudes befand sich eine Treppe, woraus sich die Existenz eines Obergeschosses zumindest an der Westseite erschließt.
Mittels eines Kanals wurde Wasser von der (älteren) Quelle im Norden durch die Umfassungsmauer bis zu einem rechteckigen Tank an beiden Bassins geleitet. Der Zweck dieser Einrichtung ist unbekannt. Eine frühe Theorie nahm eine Gerberei an (z. B. zur Produktion des Leders für die Schriftrollen von Qumran), doch wurde dies von Zeuner widerlegt, der nachwies, dass die für dieses Gewerk erforderlichen organischen Materialien, zum Beispiel Haare, nicht vorhanden waren, so dass er stattdessen eine Fischzucht vorschlug. Neuere Untersuchungen deuten auf eine Indigo-Manufaktur hin,, eine Produktion von Dattelwein Dattelhonig oder Mekkabalsam.
Die Straße nach Süden führt heute durch die Umfassungsmauer im Westen, so dass die Ställe völlig vernichtet worden sind.